# Wehr (Eifel)
Wehr ist eine Ortsgemeinde im Landkreis Ahrweiler in Rheinland-Pfalz. Sie gehört der Verbandsgemeinde Brohltal an, die ihren Verwaltungssitz in Niederzissen hat.

## Geographie
Die Gemeinde liegt in der Osteifel westlich des Laacher Sees. Zu Wehr gehören auch die Wohnplätze Steinbergerhof und Welschwiesenmühle.

## Geschichte
Im Wehrer Talkessel wurden Überreste einer römischen Besiedlung gefunden, die aufgrund landwirtschaftlicher Nutzung aber nicht mehr rekonstruierbar sind.
Die erste urkundliche Erwähnung stammt aus dem Jahr 920. Das Dorf Wehr gehörte seit der Gründung des Klosters Steinfeld um das Jahr 1069 bis 1073 zu dieser späteren Prämonstratenser-Abtei; bis zur Säkularisation um das Jahr 1800. Der Abt von Steinfeld war 900 Jahre lang „Land- und Lehnsherr“ zu Wehr, er übte die höhere und niedere Gerichtsbarkeit über das Dorf aus. Viermal im Jahr fand in Wehr ein Schöffengericht statt.
1603 begann eine Serie von Hexenprozessen, die mit Unterbrechungen bis in die Jahre 1609/10 andauerte. Siebtes Opfer der Hexenjagd in Wehr war Eva Mulner, die 1609 verbrannt wurde. Vollstreckt wurde das Urteil am Werer gericht neben dem Galgen an dem alten Weg von Wehr nach Maria Laach nahe dem Schlader Busch.
Nach der französischen Besetzung des Linken Rheinufers (1794) entstand der Kanton Wehr im Departement Rhein und Mosel, Arrondissement Bonn. Unter preußischer Verwaltung wurde Wehr 1815 eine Gemeinde, die der Bürgermeisterei Burgbrohl im Kreis Mayen zugeordnet war.
Am 9. März 1945 wurde Wehr von US-Truppen kampflos besetzt bzw. von West nach Ost durchquert.
Statistik zur Einwohnerentwicklung
Die Entwicklung der Einwohnerzahl der Gemeinde Wehr, die Werte von 1871 bis 1987 beruhen auf Volkszählungen:
| Jahr | Einwohner |
| ---- | --------- |
| 1815 | 441       |
| 1835 | 786       |
| 1871 | 854       |
| 1905 | 976       |
| 1939 | 899       |
| 1950 | 1.014     |
| 1961 | 1.025     |

| Jahr | Einwohner |
| ---- | --------- |
| 1970 | 1.078     |
| 1987 | 1.149     |
| 1997 | 1.224     |
| 2005 | 1.127     |
| 2011 | 1.129     |
| 2017 | 1.126     |
| 2023 | 1.133     |

## Politik

### Gemeinderat
Der Gemeinderat in Wehr besteht aus 16 Ratsmitgliedern, die bei der Kommunalwahl am 9. Juni 2024 in einer personalisierten Verhältniswahl gewählt wurden, und dem ehrenamtlichen Ortsbürgermeister als Vorsitzendem. Bis zur Kommunalwahl 2014 fand eine Mehrheitswahl statt.
Die Sitzverteilung im Gemeinderat:
| Wahl | CDU | Grüne | WGS * | WGG ** | Gesamt   |
| ---- | --- | ----- | ----- | ------ | -------- |
| 2024 | 7   | 1     | 8     | –      | 16 Sitze |
| 2019 | –   | 1     | 9     | 6      | 16 Sitze |

### Bürgermeister
Andy Paulissen wurde am 10. September 2024 Ortsbürgermeister von Wehr. Da für die Direktwahl am 9. Juni 2024 kein Vorschlag eingereicht wurde, oblag die Neuwahl des Bürgermeisters gemäß rheinland-pfälzischer Gemeindeordnung dem Rat, der sich auf seiner konstituierenden Sitzung für Andy Paulissen entschied.
Paulissens Vorgängerin Melanie Hilger hatte das Amt am 14. Oktober 2019 übernommen. Bei der Stichwahl am 29. September 2019 hatte sie sich durchgesetzt, nachdem bei der Wiederholungswahl am 15. September 2019 keiner der ursprünglich drei Bewerber eine ausreichende Mehrheit erreicht hatte. Diese Wahl wiederum war notwendig geworden, weil Peter Marhöfer, der einzige Kandidat bei der Direktwahl am 26. Mai 2019, das Amt trotz ausreichender Stimmenmehrheit aufgrund einer Vorgabe seines Dienstherren nicht antreten konnte. Bei der Kommunalwahl 2024 trat Hilger nicht erneut an.
Hilgers Vorgänger Berthold Doll hatte das Amt mehr als 16 Jahre ausgeübt, war 2019 aber nicht erneut angetreten.

### Wappen

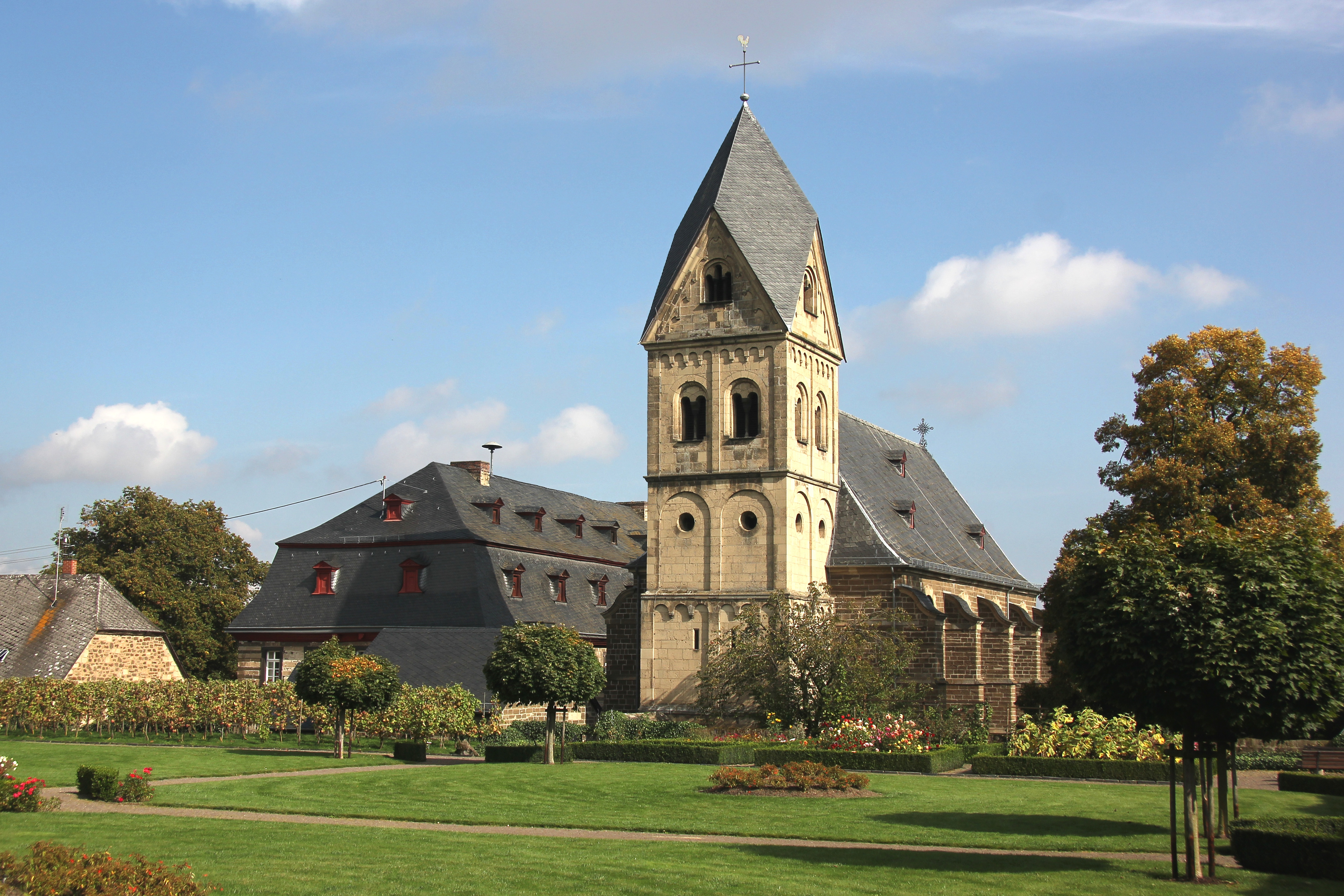
Pfarrkirche St. Potentinus in Wehr, links daneben das Propsteigebäude

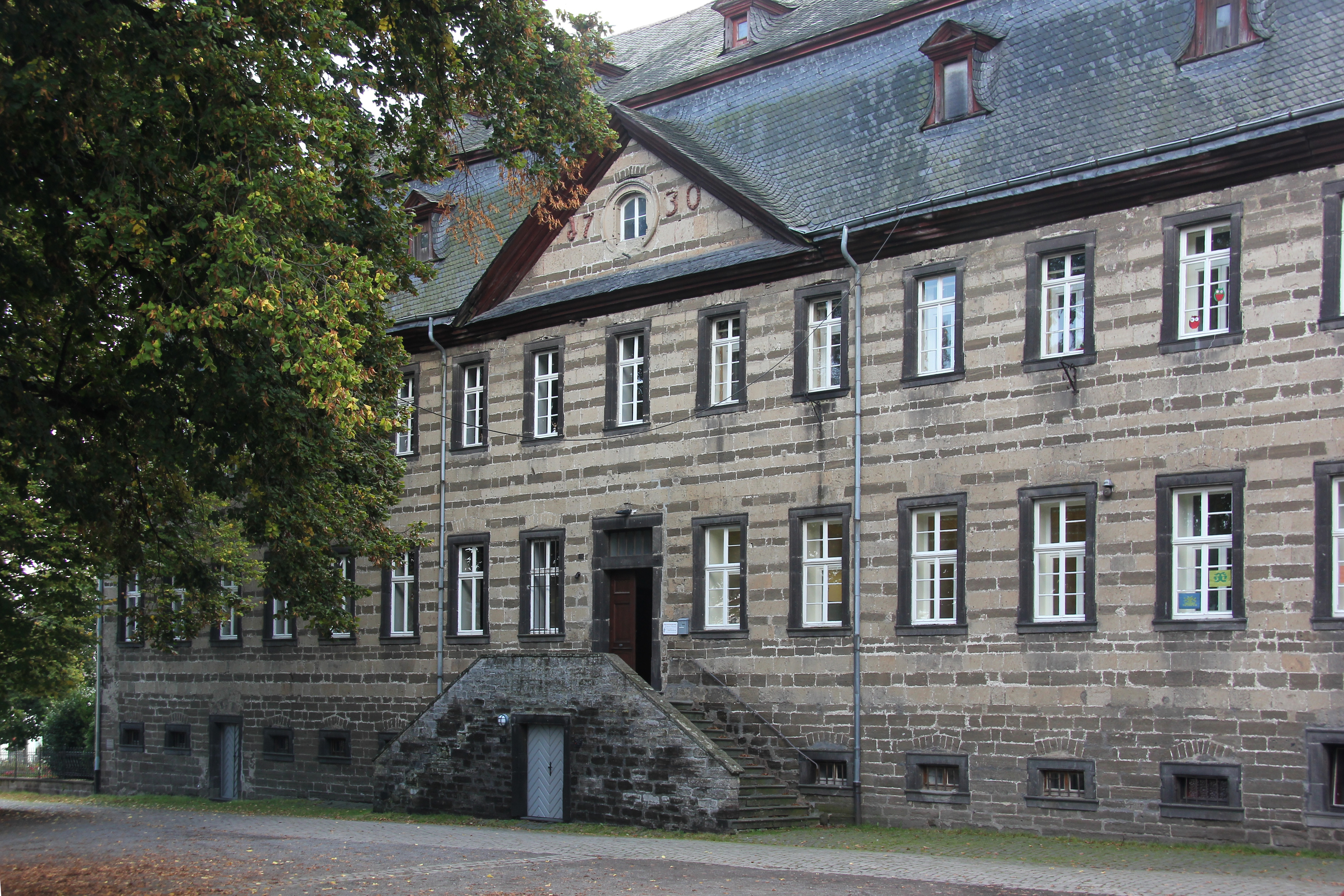
Propsteigebäude

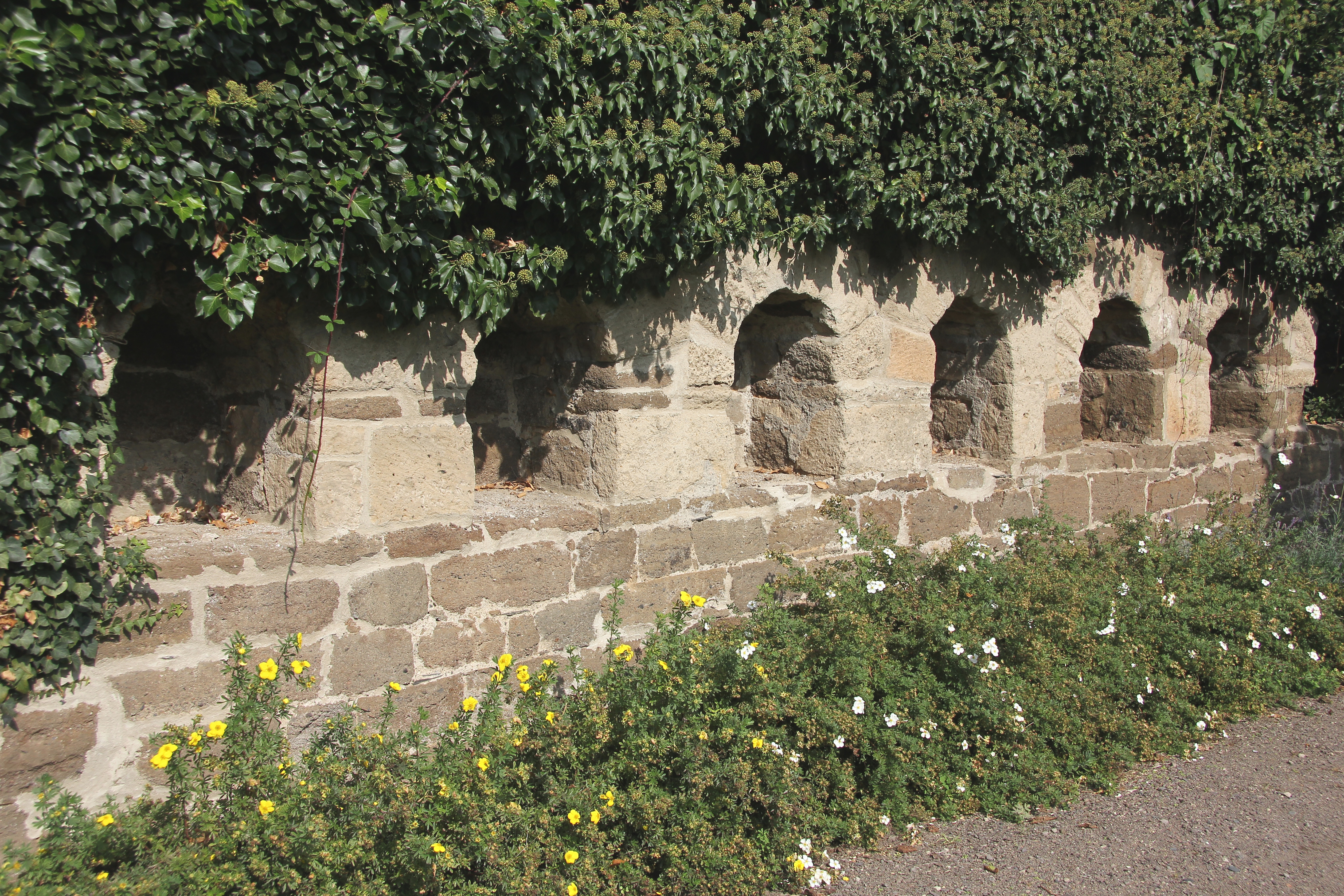
Umfassungsmauer des Barockgartens

| Wappen von Wehr | Blasonierung: „Schild gespalten und vorne geteilt. Oben in Blau über zwei silbernen Lilien ein goldener Stern. Unten in Rot schräggekreuzt silberner Abtsstab und silbernes Schwert. Hinten in Gold zwei schräggekreuzte rote Pfeile.“ |
| Wappen von Wehr | Wappenbegründung: Der Stern mit den beiden Lilien sind aus dem Wappen der Abtei Steinfeld entnommen, der Abtsstab und das Schwert sollen daran erinnern, dass der Abt von Steinfeld auch die weltliche Herrschaft und Gerichtsbarkeit ausübte, die beiden schräggekreuzten Pfeile sind die Attribute des Pfarrpatrons Potentinus. Bereits im Mittelalter führte Wehr diese Pfeile in seinem Siegel. Das Wappen wurde von Bruno Andre entworfen und am 7. Januar 1982 von der Bezirksregierung Koblenz genehmigt. |

## Sehenswürdigkeiten

### Pfarrkirche St. Potentinus
Die Pfarrkirche St. Potentinus mit frühbarocker Altargruppe. Die Kirche ist eine kreuzgewölbte einschiffige Anlage von 1702 mit vollständig erhaltener, für die Region ungewöhnlich reicher barocker Ausstattung. Sie ist einschließlich des Dreiachtelchors etwa 26 Meter lang, das vierjochige Kirchenschiff 10 Meter breit. An die Ostseite des Chors ist eine kleine Sakristei angebaut. Das Gebäude mit dem hohen Innenraum, den Gewölberippen und den Strebepfeilern außen lässt noch Grundzüge der Gotik erkennen, die jedoch barockisiert wurden und kaum einen Widerspruch zum Innenraum erkennen lassen. Der in der Grundfläche quadratische Westturm in Tuffsteinquaderung mit 6,25 Meter Seitenlänge ist aus der Zeit von 1220 bis 1240. Er hat vier Geschosse und ein Giebelgeschoss.
Schöpfer der barocken Kunstwerke des frühen 17. Jahrhunderts im Inneren der Kirche und insbesondere der Altargruppe mit dem etwa 10 Meter hohen Hauptaltar und den geringfügig kleineren Seitenaltären war der Prämonstratenser-Laienbruder Michael Pirosson (1645–1724), der in Wehr geboren wurde. Es sind reich verzierte zweigeschossige Altäre mit mächtigen Säulen und Gesimsen in einem braunen Holzton und reich vergoldet. Die Figuren sind weiß gefasst. Mit ihren Gebärden und wallenden Gewändern tragen sie wesentlich zum Gesamteindruck der Kirche bei.

Hochaltar, Statuen und Kanzel von St. Potentinus
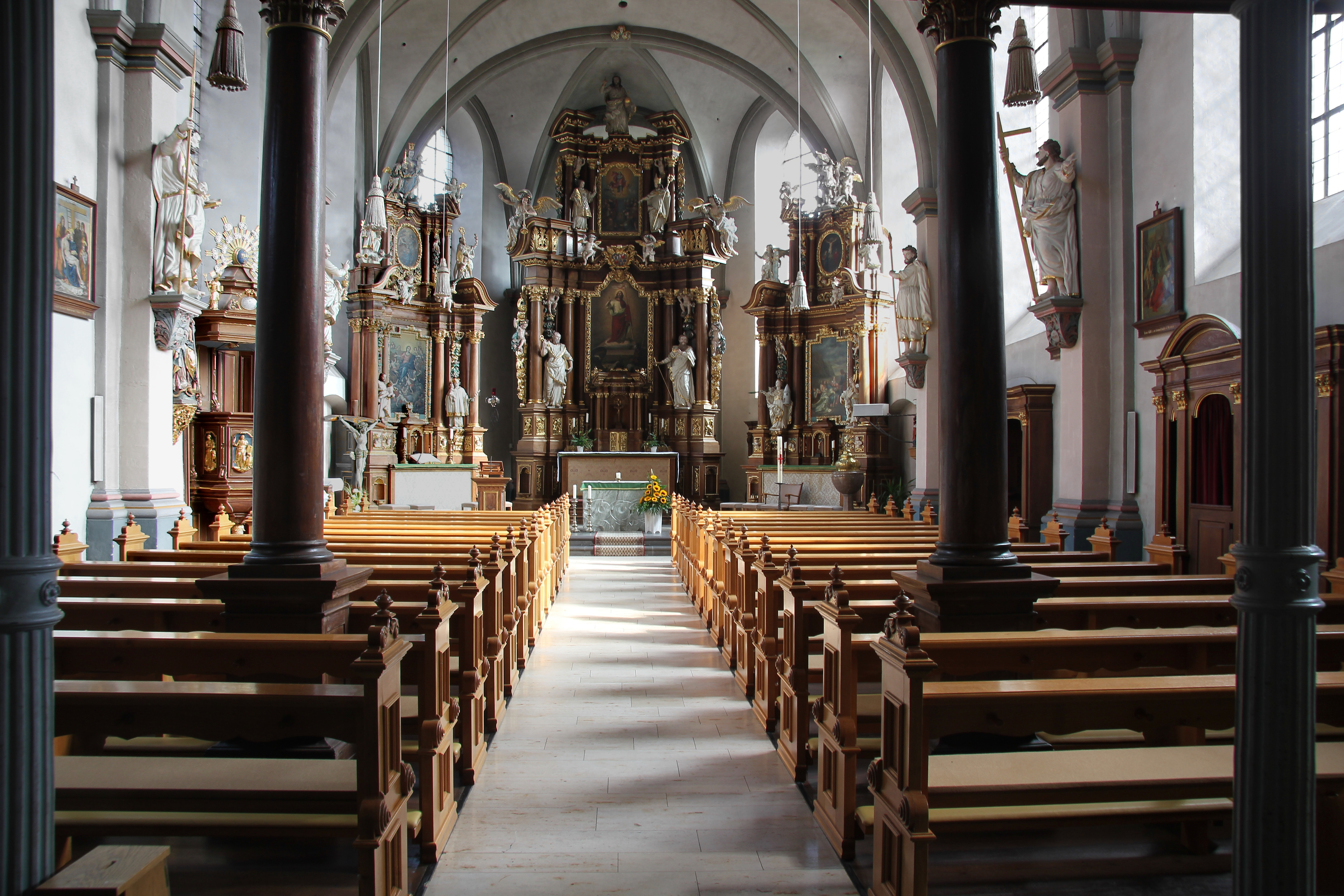
Langhaus und Chor
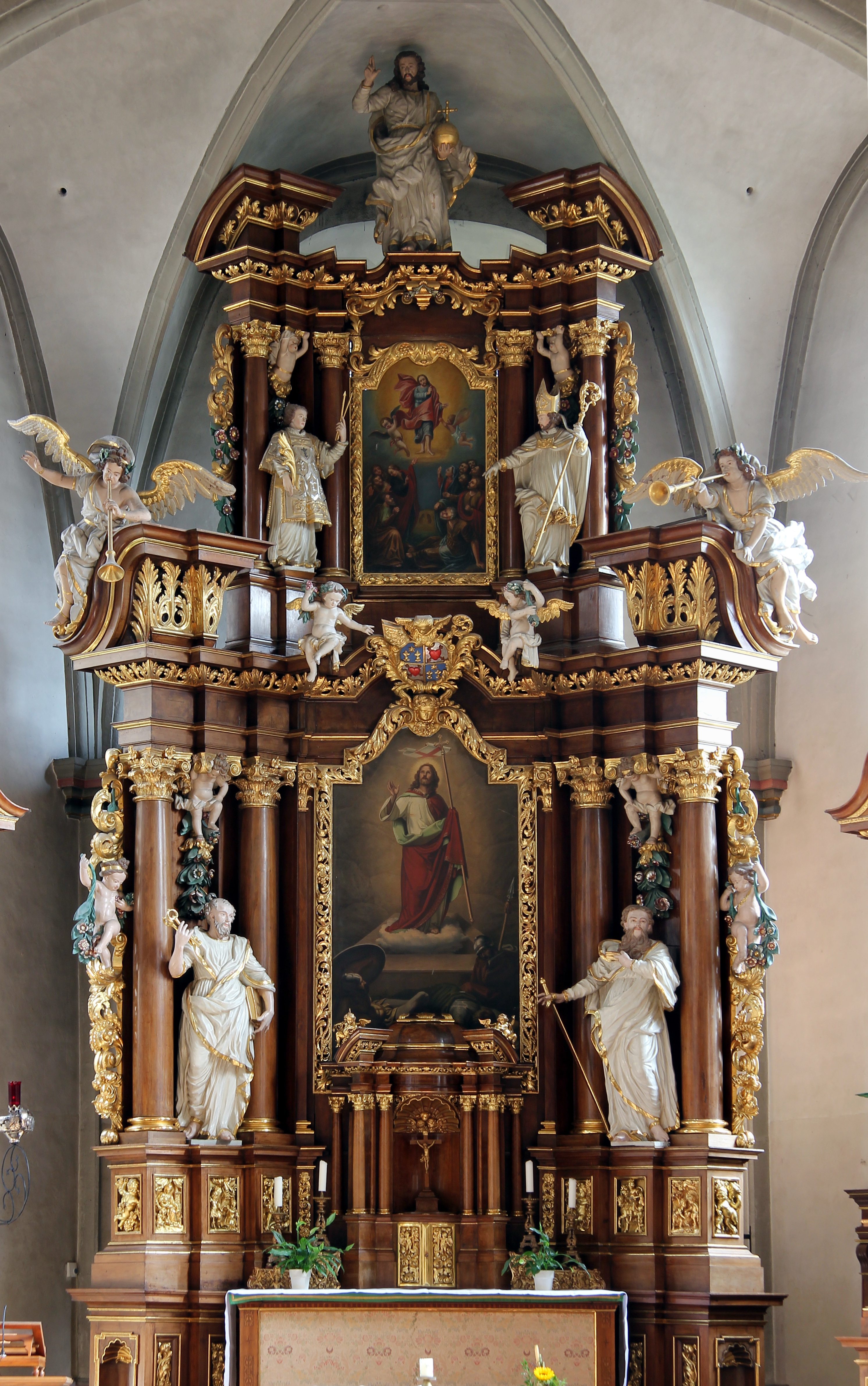
Hochaltar
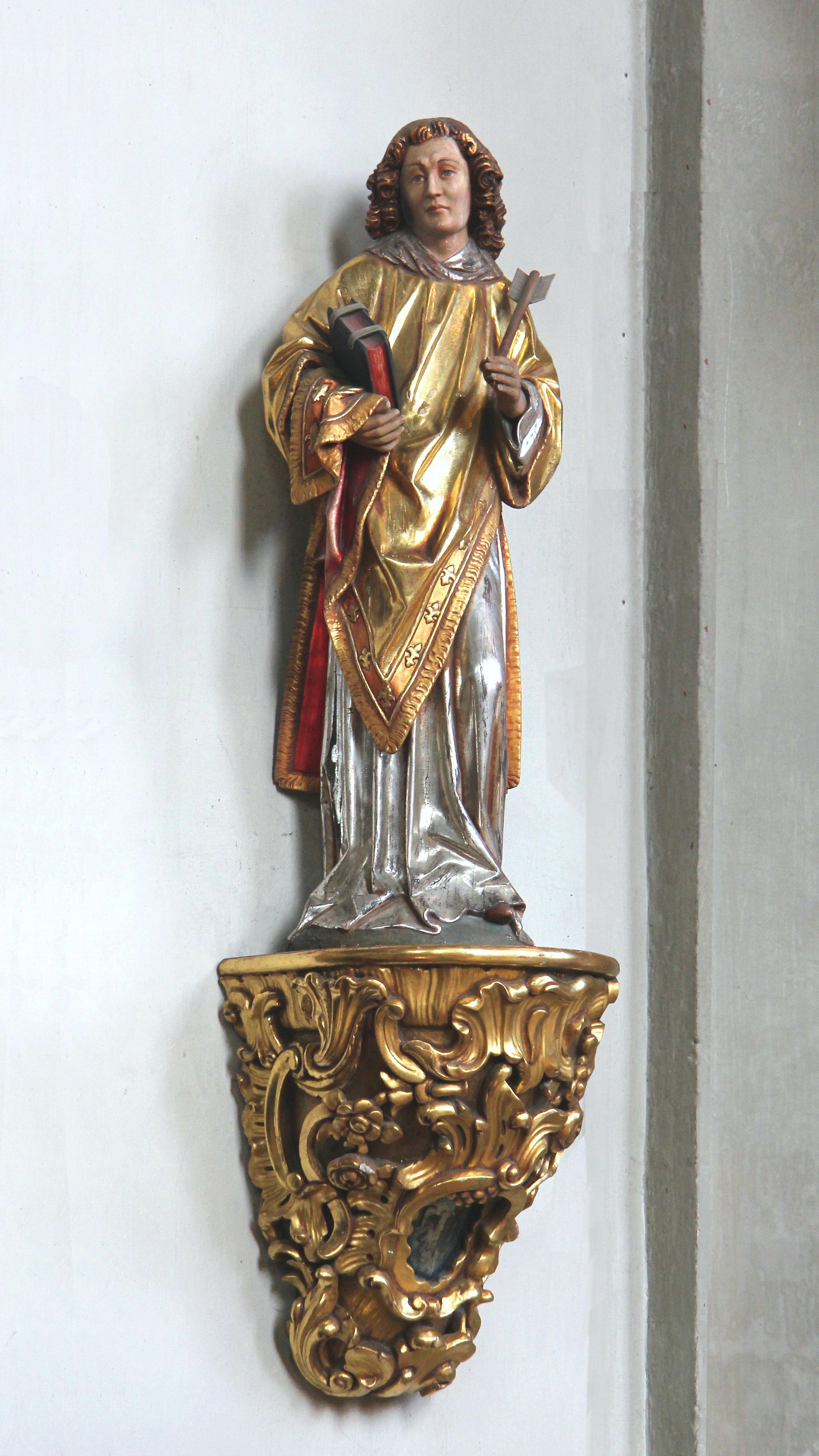
Potentinus
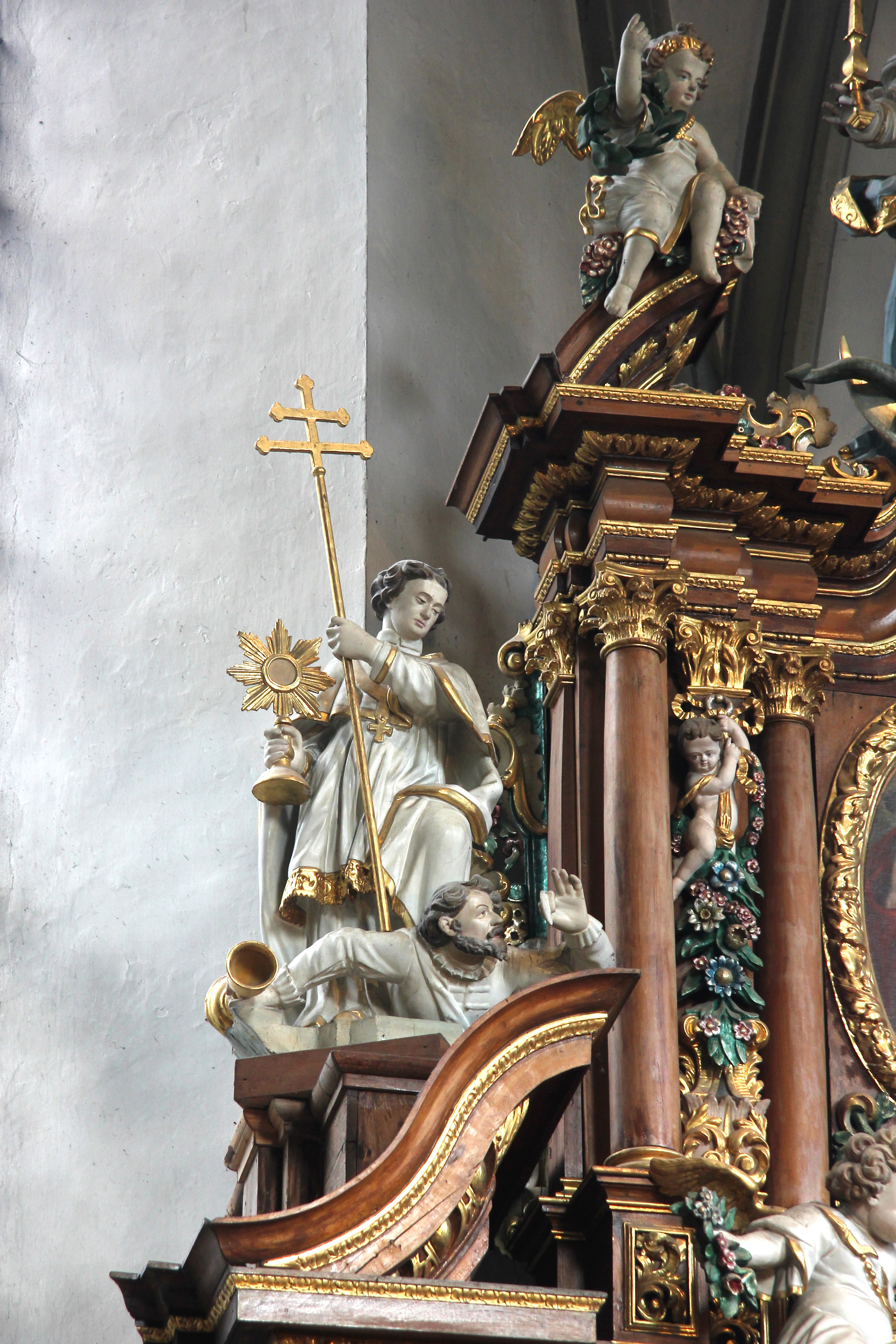
Norbert
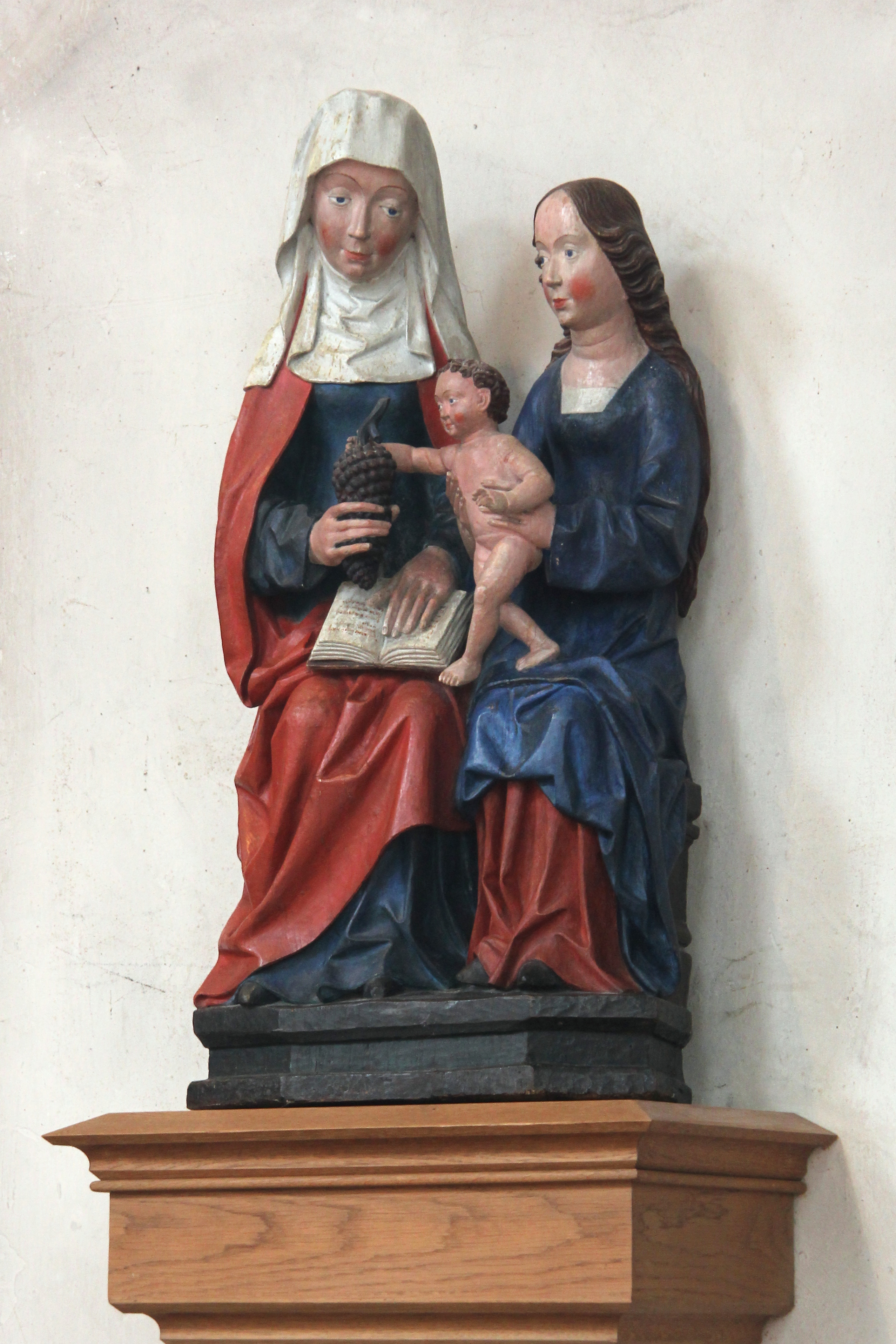
Anna selbdritt
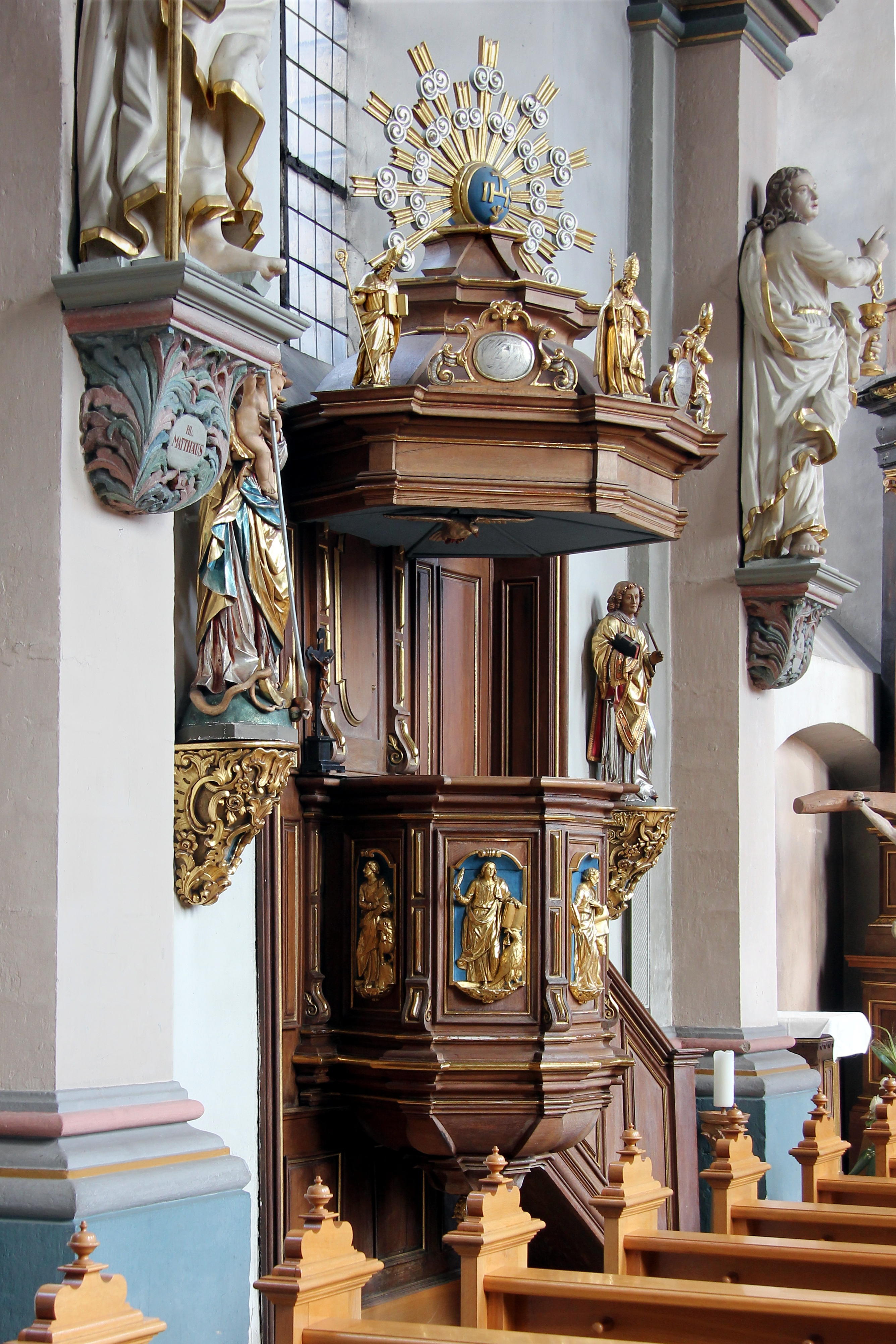
Kanzel

Auf dem Hauptaltar stehen neben dem Tabernakel in etwa lebensgroß die Apostel Petrus und Paulus, darüber wesentlich kleiner der hl. Potentinus von Tours und im Bischofsornat der hl. Martin. Bekrönt wird der Altar von Christus als Retter und Erlöser, die rechte Hand zum Segen erhoben und in der linken die Weltkugel. Hinzu kommen Putten und zwei große Engelsfiguren mit Posaunen. Das Hauptbild über dem Tabernakel ist auswechselbar und zeigt je nach Zeit im Kirchenjahr die Geburt Jesu, die Kreuzabnahme oder die Auferstehung. Über diesem Gemälde ist das Wappen des Steinfelder Abtes Michael Kuell (1693–1732) angebracht. Das Bild im Obergeschoss stellt die Himmelfahrt Christi dar. Die Sockel der Säulen enthalten vergoldete Reliefs, unter anderem Maria mit dem Jesuskind und dem verwandten Kind Johannes, dem späteren Johannes der Täufer, sowie St. Martin, der den Mantel mit dem Bettler teilt.
Das  Hauptgemälde im linken Seitenaltar ist ein Bild der Aufnahme Mariens in den Himmel. In dem ovalen Gemälde des Obergeschosses ist ihre Krönung durch die Heilige Dreifaltigkeit dargestellt: Jesus und Gottvater setzen ihr die Krone auf, darüber schwebt der Heilige Geist in Gestalt der Taube. Bekrönt wird der Altar von einer Madonna mit dem Jesuskind. Neben dem Hauptgemälde stehen links und rechts Statuen des hl. Josef und des hl. Hermann Josef von Steinfeld, oben rechts des Kirchenlehrers St. Augustinus und links des hl. Norbert, im Kampf mit dem Ketzer Tanchelm.
Der rechte Seitenaltar ist St. Potentinus, dem Schutzheiligen der Kirche gewidmet. Das Hauptgemälde kann ausgetauscht werden und zeigt entweder den Kirchenpatron in einer stilistisch nicht passenden Darstellung von 1884 oder die „Beweinung Christi“. Im Gemälde des Obergeschosses ist Jesus am Kreuz dargestellt. Eine „Todesangstbruderschaft“, wie es sie in manchen Gemeinden gab, hatte die Gestaltung als „Leidensaltar“ bewirkt. Deshalb halten Engel und Putten die Marterwerkzeuge der Kreuzigung wie Hammer, Zange, Geißelsäule usw. Im Untergeschoss stehen die Figuren von St. Matthias und St. Barbara als Patronin der Bergleute, die an eine vormalige Eisenhütte in Wehr erinnert. Bekrönt wird der Altar von Erzengel Michael.
Vor diesem Altar steht der barocke Taufstein aus Urfter Marmor.
Die Kanzel harmoniert stilistisch nicht ganz mit den Altären; sie kam erst 1738 in die Kirche. Dennoch sind die Reliefs der Evangelisten am Kanzelkorb und die Figuren der Kirchenlehrer auf dem Schalldeckel ansprechend gestaltet. Oben auf dem Deckel ist in einem Strahlenkranz als Abschluss das Christusmonogramm IHS und an der Unterseite die Taube als Zeichen des Heiligen Geistes angebracht.
An den Pfeilern bzw. Pilastern im Kirchenschiff und unter der Empore stehen in Fortsetzung des Statuen von Petrus und Paulus auf dem Hauptaltar zehn fein ausgearbeitete Figuren der Apostel. Die Statuen des Kirchenpatrons St. Potentinus an der linken Seitenwand und der hl. Anna selbdritt, einer Darstellung der Mutter Anna mit Maria und dem Jesuskind, stammen aus dem 15. Jahrhundert; aus dieser Zeit stammt ebenfalls eine thronende Madonna mit Kind. Hinzu kommt neben der Kanzel eine Madonna aus der Barockzeit.

### Propsteigebäude und Propsteigarten
Das Propsteigebäude (auch Kellnerei oder Kellerei genannt) des Klosters Steinfeld, zu dem Wehr einst gehörte, ist ein zweigeschossiger, stattlicher Bau von 1730 aus wechselnden Schichten von hellem und dunklem Tuff, hohem Mansarddach und zweiläufiger Freitreppe. Das hohe Mansarddach hat Gauben und in der Mitte über der Treppe einen Zwerchgiebel. Die lange Nordwestseite wird durch 17 und die Südwestseite durch fünf Fensterachsen gegliedert. Die Basaltrahmen der rechteckigen Fenster sind oben leicht geschwungen. Der große Hof an der Nordwestseite war früher von Wirtschaftsgebäuden umgeben und in der Mitte stand ein großer barocker Brunnen. Spätestens seit nach dem Zweiten Weltkrieg nutzt die Grundschule des Ortes einen Teil des Propsteigebäudes. In den Jahren 2017/18 wurde das Gebäude aufwendig und denkmalgerecht saniert. Unter anderem waren Schäden an der Fassade zu beseitigen, 64 Fenster wurden erneuert und auf dem Dach 52 Tonnen Schiefer verlegt. Die Kosten übernahmen im Wesentlichen die Deutsche Stiftung Denkmalschutz, das Land Rheinland-Pfalz und zu einem geringeren Teil die Ortsgemeinde. Hinzu kamen  Sach- und Lohnspenden beziehungsweise ehrenamtliche Leistungen von Handwerkern.
An die Westseite der Kirche schließt sich der höher gelegene Propsteigarten in alter barocker Aufteilung mit vier großen Beeten an. Er ist rund 3000 Quadratmeter beziehungsweise 58 mal 51 Meter groß. Die Umfassungsmauern aus Wehrer Tuff sind drei Meter hoch und haben Nischen für Bienenkörbe. Einst war die Anlage Nutz- und Erholungsgarten für die nach Wehr entsandten Mönche. Nach der Säkularisation wurde das Grundstück versteigert und war lange Zeit Pfarrgarten, den die Pfarrer bis etwa 1970 pflegten und bewirtschafteten. Nachdem die Pfarrei Wehr einer Seelsorgeeinheit mit Pfarrsitz in Niederzissen zugeordnet worden war, verwilderte das Grundstück mehr und mehr, bis der 1999 gegründete Brauchtums- und Verschönerungsverein den Garten pachtete und von 2002 bis 2005 neu gestaltete.
Siehe auch: Liste der Kulturdenkmäler in Wehr

## Sonstiges
Im Wehrer Talkessel befindet sich das größte Kohlensäurevorkommen Europas. Die Quellen werden industriell genutzt.

## Anmerkung
1. ↑  Der im Steinbruch von Urft abgebaute Kalkstein ist kein Marmor im geologischen Sinn. Er ist jedoch ein Stein, der sich gut polieren lässt und deshalb wie auch wegen seiner auffallenden Musterung als Werkstein beliebt war. So ist zum Beispiel im Kloster Steinfeld nahe bei Urft der Sarkophag des hl. Hermann-Josef aus dem Jahr 1701 und der Fußboden der Basilika aus Urfter Marmor gearbeitet.